# Barbara de Loor
Barbara de Loor (* 26. Mai 1974 in Amsterdam) ist eine ehemalige niederländische Eisschnellläuferin. Sie gehörte Ende der 1990er- und Anfang der 2000er-Jahre zur erweiterten Weltspitze auf den Mittel- und Langstrecken, verpasste aber häufig knapp die Medaillenränge bei internationalen Titelkämpfen. 2005 gewann sie den Weltmeistertitel über 1000 Meter und beendete ein Jahr später ihre sportliche Laufbahn. Ihre Karriere wurde von verschiedenen gesundheitlichen Problemen, darunter einem angeborenen und 1999 operierten Herzfehler, beeinträchtigt.

## Sportliche Laufbahn

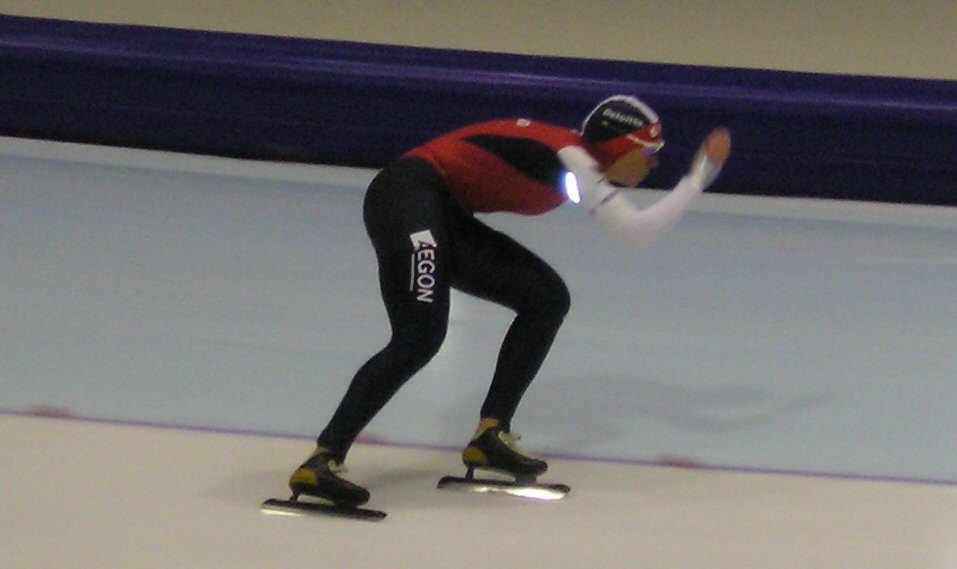
De Loor bei ihrem letzten Weltcuprennen in Heerenveen 2006

Als 18-jährige Juniorin gewann de Loor bei den niederländischen Meisterschaften im Januar 1993 in Deventer ihre ersten nationalen Medaillen. Über 1500 Meter setzte sie sich unter anderem gegen die Olympiastarterin Carla Zijlstra durch und gewann Gold, auf den beiden Langstrecken 3000 Meter und 5000 Meter holte sie jeweils bei Siegen von Zijlstra Bronze. Im gleichen Winter zählte sie erstmals zum dreiköpfigen niederländischen Team bei der Mehrkampf-EM und gab ihr Debüt im Eisschnelllauf-Weltcup, wo sie im Januar 1995 in Innsbruck über 1500 Meter zum ersten Mal auf dem Podest der höchsten internationalen Wettkampfserie stand (hinter den zeitgleichen Siegerinnen Gunda Niemann und Emese Hunyady). In ihren ersten Weltcupjahren hatte de Loor mit Anpassungsschwierigkeiten zu kämpfen, zwischenzeitlich galt sie laut Aussage ihrer persönlichen Trainerin Sijtje van der Lende als „abgeschrieben“ und ihr Platz im Nationalkader stand zur Debatte. Im Winter 1996/97 liefen sie und ihre Teamkolleginnen Zijlstra und Tonny de Jong auf Anraten von van der Lende als erste Sportlerinnen bei internationalen Wettkämpfen auf Klappschlittschuhen und begründeten damit einen einschneidenden Technologiewechsel im Eisschnelllauf. De Loor erreichte in dieser Saison mehrmals das Weltcuppodest und vordere Platzierungen in den Gesamtwertungen der Serie über 1500 Meter und 3000/5000 Meter. Zudem gewann sie bei der Europameisterschaft 1997 Bronze im Mehrkampf hinter de Jong und Gunda Niemann.
Ende der 1990er- und Anfang der 2000er-Jahre verpasste de Loor bei internationalen Großveranstaltungen regelmäßig knapp die Medaillenränge: Über 5000 Meter wurde sie Olympiavierte 1998 in Nagano, bei den Welt- und Europameisterschaften im Mehrkampf kam sie insgesamt sieben Mal auf Positionen zwischen vier und sechs. Im Rückblick auf ihre Karriere bezeichnete sie die andauernden vierten Plätze als „sehr frustrierend“. Sie habe aber ihre Laufbahn mit dem Gefühl fortgesetzt, dass noch Verbesserungspotential vorhanden sei. Zugleich schränkten sie mehrere körperliche Probleme ein: 1999 unterzog sie sich wegen Herzrhythmusstörungen als Folge eines angeborenen Herzfehlers einer mehrstündigen Operation. Sie litt an anhaltenden Rückenproblemen und Asthma. Die Qualifikation für die Olympischen Winterspiele 2002 misslang ihr geschwächt durch eine Bronchitis. Auf nationaler Ebene errang de Loor in diesen Jahren drei weitere Einzelstreckentitel: 1999 schlug sie Tonny de Jong über 1500 Meter um fünf Hundertstelsekunden, 2000 und 2003 siegte sie auf der 5000-Meter- beziehungsweise der 3000-Meter-Distanz.
Nach der Saison 2002/03 wurde de Loors Vertrag bei dem von der DSB Bank gesponserten kommerziellen Eisschnelllauf-Team nicht verlängert. Die deutsche Olympiasiegerin und Weltmeisterin Anni Friesinger lud sie in die Trainingsgruppe von Markus Eicher nach Inzell ein. Friesinger erklärte später, sie habe nicht allein eine Sparringspartnerin zum Trainieren gesucht, sondern bewusst eine Athletin „auf der gleichen Ebene“ zum Reden und Austauschen von Erfahrungen. Sie wählte die ihr bis dahin persönlich kaum bekannte Niederländerin als Sportlerin „mit Erfahrung und Niveau“, die nach vielen Rückschlägen immer wieder zurückgekommen sei. Bei der Einzelstrecken-WM 2005 in Inzell gewann de Loor über 1000 Meter mit 0,22 Sekunden Vorsprung auf Friesinger und 0,47 Sekunden vor Marianne Timmer die Goldmedaille. Das Rennen in dem zu diesem Zeitpunkt noch nicht überdachten Eisstadion fand bei starkem Schneefall und kalten Temperaturen statt, was de Loor wegen ihrer Erfahrung auf Outdoor-Bahnen zum Vorteil gereichte. Sie verließ Inzell im Anschluss an die Saison und lief noch einen Winter für das von Sijtje van der Lende betreute VPZ-Team in den Niederlanden, bevor sie nach den Winterspielen 2006 – wo sie Sechste über 1000 Meter wurde – mit 31 Jahren ihre aktive Sportlaufbahn beendete.

## Persönliches
De Loor wurde in Amsterdam geboren und lebte während ihrer Laufbahn größtenteils in Heerenveen nahe dem Thialf-Eisstadion. Nach ihrem Karriereende kehrte sie in die Provinz Noord-Holland zurück. Mit ihrem Partner, einem in der Tourismusindustrie tätigen Manager, hat sie zwei Söhne (* 2012; * 2017). In den späten 2000er-Jahren trat de Loor in verschiedenen Fernsehproduktionen auf: Sie gewann die zweite Staffel der niederländischen Version von Dancing with the Stars und war Trainerin bei De Afvallers, der niederländischen Version von The Biggest Loser. Am Johan Cruyff Institute absolvierte sie einen Masterstudiengang in Sportmanagement und schloss später eine Ausbildung als orthomolekulare Ernährungsberaterin ab. Zudem engagiert sie sich für verschiedene Wohltätigkeitsorganisationen, etwa im Behindertensport und für die Niederländische Herzstiftung.

## Statistik

### Olympische Winterspiele
Barbara de Loor zählte 1998 und 2006 zum niederländischen Aufgebot bei Winterspielen. Sie nahm an drei Wettkämpfen teil und blieb ohne olympische Medaille.
| Olympische Winterspiele | Olympische Winterspiele | 1000 m | 1500 m | 5000 m |
| Jahr                    | Ort                     | 1000 m | 1500 m | 5000 m |
| ----------------------- | ----------------------- | ------ | ------ | ------ |
| 1998                    | Nagano                  | –      | 22.    | 4.     |
| 2006                    | Turin                   | 6.     | –      | –      |

### Einzelstrecken-Weltmeisterschaften
An den Einzelstrecken-Weltmeisterschaften nahm de Loor zwischen 1997 und 2005 acht Mal teil, trat dabei zu neunzehn Rennen an und gewann eine Goldmedaillen.
| Einzelstrecken-WM | Einzelstrecken-WM | 1000 m | 1500 m | 3000 m | 5000 m |
| Jahr              | Ort               | 1000 m | 1500 m | 3000 m | 5000 m |
| ----------------- | ----------------- | ------ | ------ | ------ | ------ |
| 1997              | Warschau          | –      | 11.    | 8.     | 8.     |
| 1998              | Calgary           | –      | –      | 11.    | 9.     |
| 1999              | Heerenveen        | –      | –      | 4.     | 5.     |
| 2000              | Nagano            | –      | –      | 8.     | 8.     |
| 2001              | Salt Lake City    | 13.    | 7.     | 6.     | –      |
| 2003              | Berlin            | –      | 4.     | –      | 8.     |
| 2004              | Seoul             | –      | 4.     | 8.     | 9.     |
| 2005              | Inzell            | 1.     | 4.     | –      | –      |

### Mehrkampf-Weltmeisterschaften
Von 1994 bis 2004 nahm de Loor an sechs Mehrkampf-Weltmeisterschaften teil und erreichte als bestes Ergebnis einen fünften Platz. Die folgende Tabelle zeigt ihre Zeiten – und in Klammern jeweils dahinter ihre Platzierungen – auf den vier gelaufenen Einzelstrecken sowie die sich daraus errechnende Gesamtpunktzahl nach dem Samalog und die Endplatzierung. Die Anordnung der Distanzen entspricht ihrer Reihenfolge im Programm der Mehrkampf-WM; lediglich zwischen 1996 und 1998 wurden die 1500 Meter vor den 3000 Metern gelaufen.
| Mehrkampf-WM | Mehrkampf-WM | 500 m (in Sekunden) | 3000 m (in Minuten) | 1500 m (in Minuten) | 5000 m (in Minuten) | Punkte  | Platz |
| Jahr         | Ort          | 500 m (in Sekunden) | 3000 m (in Minuten) | 1500 m (in Minuten) | 5000 m (in Minuten) | Punkte  | Platz |
| 1994         | Butte        | 42,42 0(9)          | 4:41,27 (15)        | 2:13,88 (10)        | –                   | 133,924 | 14.   |
| 1997         | Nagano       | 41,99 (18)          | 4:18,51 0(7)        | 2:05,24 (12)        | 7:29,43 0(8)        | 171,764 | 9.    |
| 1998         | Heerenveen   | 41,67 (19)          | 4:15,26 0(6)        | 2:02,13 (11)        | 7:12,62 0(5)        | 168,185 | 10.   |
| 1999         | Hamar        | 40,79 (13)          | 4:08,69 0(3)        | 1:59,95 (10)        | 7:08,22 0(3)        | 165,043 | 6.    |
| 2001         | Budapest     | 40,81 0(5)          | 4:22,09 0(4)        | 2:05,49 0(5)        | 7:28,97 0(4)        | 171,218 | 5.    |
| 2004         | Hamar        | 40,03 0(7)          | 4:09,96 0(8)        | 1:59,16 0(7)        | 7:22,84 (10)        | 165,694 | 6.    |

### Mehrkampf-Europameisterschaften
Von 1993 bis 2004 nahm de Loor an acht Mehrkampf-Europameisterschaften teil und gewann dabei eine Bronzemedaille. Die folgende Tabelle zeigt ihre Zeiten – und in Klammern jeweils dahinter ihre Platzierungen – auf den vier gelaufenen Einzelstrecken sowie die sich daraus errechnende Gesamtpunktzahl nach dem Samalog und die Endplatzierung. Die Reihenfolge der Distanzen im EM-Programm änderte sich mehrmals (die 1500 Meter wurden bis 1997 sowie von 1999 bis 2002 vor den 3000 Metern gelaufen), hier ist zur Übersichtlichkeit die im WM-Programm übliche Anordnung dargestellt.
| Mehrkampf-EM | Mehrkampf-EM    | 500 m (in Sekunden) | 3000 m (in Minuten) | 1500 m (in Minuten) | 5000 m (in Minuten) | Punkte  | Platz |
| Jahr         | Ort             | 500 m (in Sekunden) | 3000 m (in Minuten) | 1500 m (in Minuten) | 5000 m (in Minuten) | Punkte  | Platz |
| 1993         | Heerenveen      | 42,33 0(9)          | 4:32,53 (14)        | 2:08,53 0(9)        | –                   | 130,595 | 15.   |
| 1997         | Heerenveen      | 42,14 (10)          | 4:19,15 0(3)        | 2:05,67 0(5)        | 7:26,27 0(4)        | 171,848 | 3.    |
| 1998         | Helsinki        | 43,37 (12)          | 4:32,31 0(9)        | 2:06,54 0(5)        | 7:48,45 0(7)        | 177,780 | 6.    |
| 1999         | Heerenveen      | 41,20 (13)          | 4:13,15 0(5)        | 2:01,86 0(6)        | 7:07,49 0(4)        | 166,760 | 5.    |
| 2001         | Baselga di Piné | 40,11 0(3)          | 4:25,52 (10)        | 2:03,62 0(9)        | 7:30,94 0(4)        | 170,663 | 4.    |
| 2002         | Erfurt          | 40,92 0(6)          | 4:23,40 (12)        | 2:05,39 (16)        | 7:32,12 (12)        | 171,828 | 11.   |
| 2003         | Heerenveen      | 41,49 (15)          | –                   | –                   | –                   | –       | NC 1  |
| 2004         | Heerenveen      | 40,21 0(4)          | 4:15,30 0(6)        | 2:00,46 0(5)        | 7:14,77 0(5)        | 166,390 | 5.    |

### Weltcupbilanz
De Loor nahm zwischen dem 16. Januar 1993 und dem 5. März 2006 an 129 Rennen des Eisschnelllauf-Weltcups teil, von denen sie insgesamt 9 auf dem Podium (inklusive eines zum Weltcup zählenden Vierkampfs im November 2003) und 70 unter den ersten Zehn beendete.
| Platzierung         | 100 m | 500 m | 1000 m | 1500 m | 3000 m | 5000 m | 10.000 m | Team | Gesamt |
| ------------------- | ----- | ----- | ------ | ------ | ------ | ------ | -------- | ---- | ------ |
| 1. Platz            |       |       |        |        |        |        |          |      |        |
| 2. Platz            |       |       |        | 1      | 2      |        |          |      | 3      |
| 3. Platz            |       |       |        | 3      | 1      | 1      |          |      | 5      |
| Top 10              |       |       | 5      | 25     | 26     | 9      |          | 3    | 68     |
| Stand: Karriereende |       |       |        |        |        |        |          |      |        |

### Persönliche Bestzeiten
Über 3000 Meter lief de Loor zweimal in ihrer Laufbahn niederländischen Landesrekord: Am 6. Februar 1999 unterbot sie Tonny de Jongs Bestzeit von 4:08,70 Minuten um eine Hundertstelsekunde, gut zwei Jahre – mittlerweile hielt Renate Groenewold den Rekord – später verbesserte sie sich auf 4:04,56 Minuten.
| Distanz | Zeit        | Datum           | Ort            |
| ------- | ----------- | --------------- | -------------- |
| 500 m   | 39,79 s     | 14. Januar 2005 | Calgary        |
| 1000 m  | 1:16,03 min | 10. März 2001   | Salt Lake City |
| 1500 m  | 1:55,83 min | 11. März 2001   | Salt Lake City |
| 3000 m  | 4:04,56 min | 9. März 2001    | Salt Lake City |
| 5000 m  | 7:07,49 min | 10. Januar 1999 | Heerenveen     |